# Jan Neuman

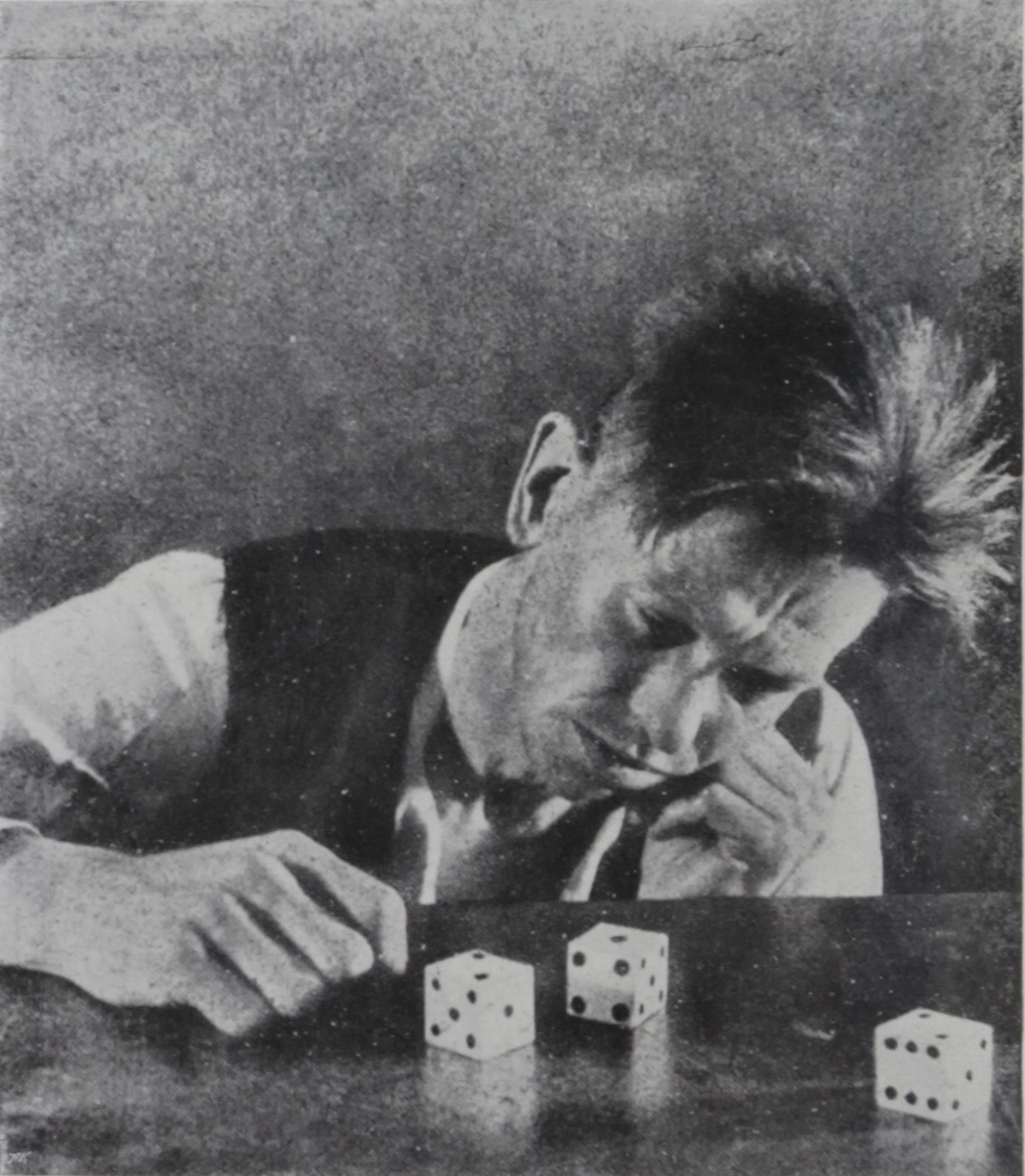
Foto: Jan Neuman

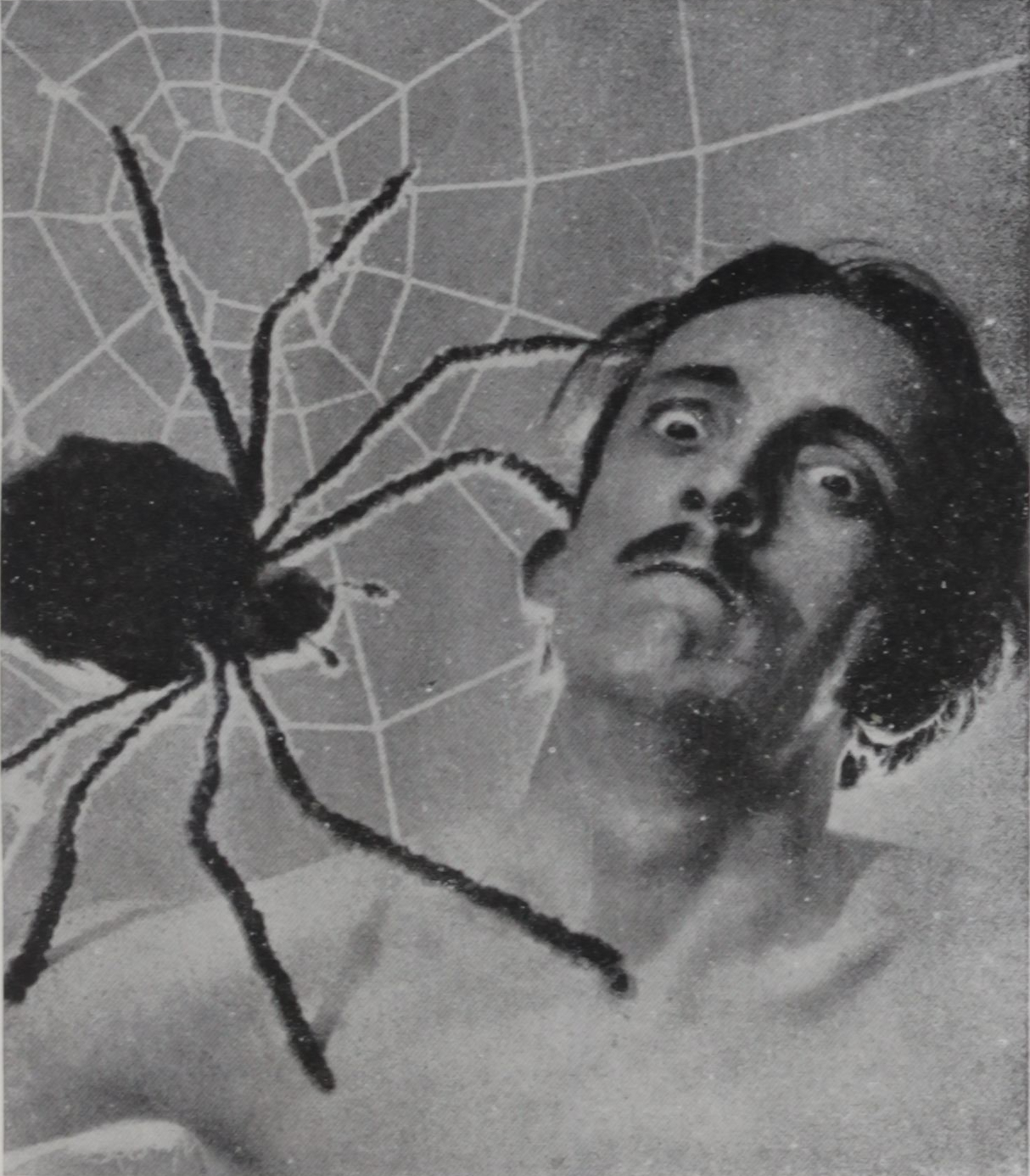
Foto: Jan Neuman

Jan Alojzy Neuman (ur. 9 sierpnia 1902 w Tłumaczu k. Lwowa, zm. 27 czerwca 1941 tamże) – polski artysta fotograf, publicysta. Członek rzeczywisty Fotoklubu Polskiego. Członek Fotoklubu Warszawskiego. Członek rzeczywisty i członek Zarządu Polskiego Towarzystwa Fotograficznego. Sekretarz generalny Polskiego Komitetu dla Spraw Kongresu Międzynarodowej Fotografii Naukowej i Stosowanej. Członek sekcji fotografii Komitetu Normalizacyjnego.

## Życiorys
Urodził się w rodzinie Józefa i Bogumiły z Tomżyńskich. W 1920 ochotniczo służył w Wojsku Polskim. Studiował na wydziale architektonicznym Politechniki Lwowskiej, ukończył Graphische Lehr und Versuchsanstalt w Wiedniu. Związany z lwowskim i warszawskim środowiskiem fotograficznym – pracował, tworzył we Lwowie (od 1934 w Warszawie). Jako artysta fotograf po raz pierwszy zaprezentował swoje prace w 1927 roku – w I Międzynarodowym Salonie Fotografii Artystycznej w Warszawie. Miejsce szczególne w jego twórczości zajmowała fotografia aktu, fotografia dokumentalna, fotografia krajobrazowa, fotografia krajoznawcza, fotografia portretowa oraz fotomontaż – w zdecydowanej większości powstająca w technikach szlachetnych, takich jak bromolej, guma wielowarstwowa, przetłok barwny, izohelia. Był prekursorem fotografii kolorowej w Polsce, przed II wojną światową.
Od 1927 do 1931 roku pracował w Docenturze Fotografii Politechniki Lwowskiej – był asystentem Henryka Mikolascha. W 1934 roku osiedlił się w Warszawie, gdzie od 1935 roku podjął pracę wykładowcy w Państwowej Koedukacyjnej Szkole Fotograficznej w Warszawie. Był współtwórcą i redaktorem prowadzącym miesięcznika fotograficznego Leica w Polsce – ukazującego się w latach 1936–1939. Był członkiem komitetu redakcyjnego miesięcznika ilustrowanego – Przegląd Fotograficzny. 
Jan Alojzy Neuman był autorem i współautorem wielu wystaw fotograficznych; indywidualnych (m.in. w Wiedniu – 1931) oraz zbiorowych – w Polsce i za granicą. Jego fotografie były wielokrotnie nagradzane medalami, wyróżnieniami, dyplomami – m.in. w Londynie, Tokio, Wiedniu. Były publikowane wielokrotnie w polskiej (m.in. na łamach Fotografa Polskiego) i zagranicznej, specjalistycznej prasie fotograficznej. Był autorem wielu publikacji na temat fotografii (m.in. w Fotografie Polskim, Miesięczniku Fotograficznym, Przeglądzie Fotograficznym). 
Był członkiem rzeczywistym i członkiem Zarządu Polskiego Towarzystwa Fotograficznego, powstałego w 1931 na bazie Polskiego Towarzystwa Miłośników Fotografii w Warszawie. Był członkiem rzeczywistym i członkiem Zarządu Lwowskiego Towarzystwa Fotograficznego, powstałego na bazie Klubu Miłośników Sztuki Fotograficznej we Lwowie (1891–1903). W 1931 został zaproszony i przyjęty w poczet członków rzeczywistych Fotoklubu Polskiego. W latach 1938–1939 był członkiem Fotoklubu Warszawskiego.
Fotografie Jana Neumana znajdują się m.in. w zbiorach Muzeum Narodowego we Wrocławiu oraz Muzeum Sztuki w Łodzi.

## Publikacje
- Almanach techniki i przemysłu FOTO (1934)[8][15]

## Rodzina
Jan Alojzy Neuman od 8 października 1937 był mężem Krystyny Neumanowej z Chróścickich – w czasie późniejszym (1947) Krystyna Gorazdowska.